# Erectie
Een erectie (betekenis 'rechtwording' of 'oprichting', klinisch: 'erectie van de penis' of 'penistumescentie'; informeel/volkstaal: 'stijve' en vele andere woorden) is een fysiologisch fenomeen van de mannelijke genitaliën van vele diersoorten, waarbij de penis steviger en groter wordt door opzwelling. Bij vrouwen kan ook een erectie van de clitoris optreden.

## Achtergrond
Een erectie is het resultaat van een complexe interactie van psychische, neurologische, vasculaire en endocriene factoren. Een erectie hangt meestal, maar niet uitsluitend, samen met seksuele opwinding of seksuele aantrekking. Fysiologisch wordt een erectie veroorzaakt door het parasympathische deel van het autonome zenuwstelsel en is derhalve niet volledig onder bewuste controle. Parasympathische stimulatie laat de niveaus van stikstofoxide (een vaatverwijder) stijgen, waardoor de bloedvaten zich verwijden en de zwellichamen van de penis zich vullen met bloed. Tegelijkertijd worden andere spieren aangespannen, waardoor het afvoerende bloedvat wordt dichtgeknepen en het bloed in feite in de penis 'gevangen' zit. Het gevolg is dat de penis opzwelt en zich opricht, waardoor deze geschikt wordt voor geslachtsgemeenschap. Hierbij trekt de voorhuid zich terug waardoor de eikel wordt blootgesteld. Een langere voorhuid kan ook tijdens de erectie de eikel bedekken. Een erectie verdwijnt weer wanneer de parasympathische activiteit terugvalt naar de uitgangswaarde.
Het parasympathische zenuwstelsel, dat voornamelijk actief is als het lichaam in rust is, stimuleert een erectie. Het orthosympathische zenuwstelsel stimuleert een ejaculatie. De neurotransmitter dopamine is vooral betrokken bij het libido, de seksuele opwinding en bij het krijgen van een erectie. Bij de ejaculatie speelt juist serotonine een belangrijke rol.
De vorm, hoek en richting van een erectie kan bij mensen aanzienlijk variëren. Bij de vrouw kunnen de clitoris en de tepels van de borsten bij seksuele opwinding een erectie vertonen. In de clitoris gebeurt dat ook door zwellichamen, in de tepels niet.

## Fysiologie van de erectie
Fysiologisch wordt het erectieproces in gang gezet door het parasympathische deel van het autonome zenuwstelsel, met minimale participatie van het centrale zenuwstelsel.
Vanaf de plexus sacralis vertakken zich zenuwen naar de slagaders. Deze voorzien het erectiele weefsel, na stimulatie, van acetylcholine. Dit veroorzaakt op zijn beurt het vrijkomen van stikstofmonoxide (NO) in de endotheelcellen, onder invloed van het enzym stikstofmonoxidesynthase.
De menselijke penis bestaat uit drie buisvormige zwellichamen: twee aan weerszijden bovenin over de lengte van de penis (de corpora cavernosa - enkelvoud: corpus cavernosum), en één aan de onderzijde van de penis (het corpus spongiosum penis), gelegen net onder de corpora cavernosa, die de urethra bevat, waardoor urine en sperma passeren tijdens respectievelijk urineren en ejaculatie.

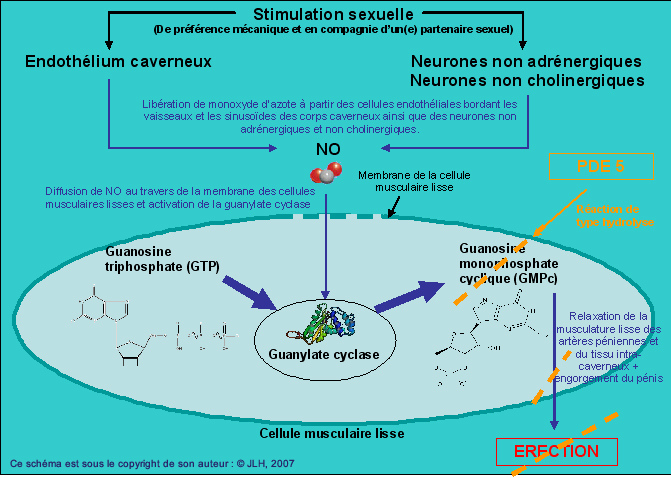
Biochemie van de erectie

Stikstofmonoxide diffundeert naar de gladde spieren rondom de slagaders van de corpora cavernosa. Stikstofmonoxide is een vasodilaterend middel en activateert het enzym guanylaatcyclase (GC). Dit enzym zet het ribonucleotide guanosinetrifosfaat (GTP) om in cyclisch guanosinemonofosfaat (cGMP). Dit cGMP op zijn beurt doet het gladde spierweefsel van de zwellichamen van de penis verslappen.
Door deze verslapping verwijden de arteriolen (de kleinste vertakkingen van slagaders) zich en wordt de penis gevuld met bloed (zwellingsfase). De corpora cavernosa, die over de lengte van de penis lopen, raken daarop volgezogen met veneus bloed. Het corpus spongiosum penis wordt ook enigszins gevuld met bloed, maar minder dan de corpora cavernosa. Dit heeft een reden: de druk in het corpus spongiosum mag niet zo hoog worden dat de doorgang van sperma onmogelijk wordt gemaakt. Tegelijkertijd wordt als gevolg van de zwelling de uitstroom en de circulatie van dit bloed beperkt, door samentrekken van de musculi ischiocavernosus en bulbospongiosus.
De druk in de corpora cavernosa wordt hierdoor bijna net zo hoog als de systolische bloeddruk, waardoor de penis zich opricht (oprichtingsfase of erectiefase). Wanneer de druk in de corpora cavernosa hoger wordt dan de systolische bloeddruk (verstijvingsfase) kan ook de ejaculatie plaatsvinden.
De erectie verdwijnt wanneer de parasympathische activiteit vermindert tot de uitgangswaarde. Stimulatie van het orthosympathische deel van het autonome zenuwstelsel veroorzaakt omzetting (hydrolyse) van cGMP naar inactief GMP. Het enzym dat deze omzetting katalyseert, is het fosfodiesterase type-5-enzym (PDE-5) dat aanwezig is in de weefsels van de penis. Inactivatie van cGMP veroorzaakt vernauwing van de penisslagaders, waardoor bloed uit de zwellichamen verdwijnt. Afrodisiaca remmen de hydrolyserende werking van PDE-5, waardoor actief cGMP zich ophoopt en de erectie zich verlengt door toename van de bloedtoevoer.

### Vrijwillige en onvrijwillige controle
Als autonome respons kan de erectie een gevolg zijn van verschillende stimuli, met inbegrip van seksuele stimulatie en seksuele opwinding, en is derhalve niet volledig onder bewuste controle.
De hersenschors kan bij afwezigheid van directe mechanische stimulatie (in responsie op visuele, auditieve, olfactorische, ingebeelde of tactiele stimuli) een erectie initiëren, via de erectiele centra in de lumbale en sacrale gebieden van het ruggenmerg. De hersenschors kan de erectie zelfs in aanwezigheid van mechanische stimulatie onderdrukken, evenals andere psychische, emotionele en omgevingsfactoren.

### Nachtelijke erectie
De penis kan in erectie gaan tijdens de slaap of in erectie zijn tijdens het ontwaken. Dit fenomeen staat bekend onder de naam nachtelijke penistumescentie (NPT). Dit heeft niets met seksuele gedachten of dromen te maken, maar kan wel de zin in seks die veel mannen in de ochtend hebben verklaren. De ochtenderectie is een overblijvende erectie vanuit de laatste zogenoemde remslaap, en treedt daardoor vaak op als de man vanzelf ontwaakt, en niet wanneer deze wakker wordt gemaakt.
Afwezigheid van nachtelijke erectie wordt gebruikt om onderscheid te maken tussen fysieke en psychische oorzaken van erectiestoornissen.

## Socioseksuele aspecten

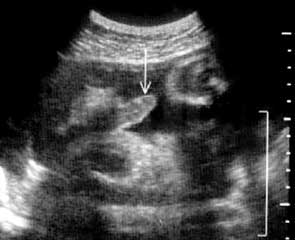
Echo van een 36 weken oude foetus met een erectie

Een erectie is een gebruikelijke indicator van seksuele opwinding en is noodzakelijk voor seksuele penetratie en geslachtsgemeenschap.
Na het bereiken van puberteit komen erecties veel vaker voor. Erecties zijn gebruikelijk bij kinderen en zuigelingen en kunnen zelfs optreden voor de geboorte.

### Spontane of willekeurige erecties
Spontane erecties zijn een normaal onderdeel van de mannelijke fysiologie. In het openbaar kunnen zulke erecties schaamte opwekken.

### Vorm en grootte

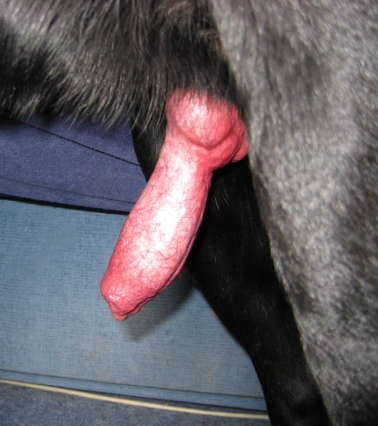
Erectie bij een labrador-retriever

De lengte van de slappe penis komt niet noodzakelijk overeen met de lengte van de penis in erectie; sommige kleinere slappe penissen worden veel langer in erectie, terwijl sommige grotere slappe penissen relatief minder in lengte toenemen.
In het algemeen wordt de grootte van een penis in erectie maximaal na de puberteit. De schijnbare lengte kan worden vergroot door een operatie, hoewel penisverlenging controversieel is en een meerderheid van de mannen "niet tevreden" is met de resultaten.

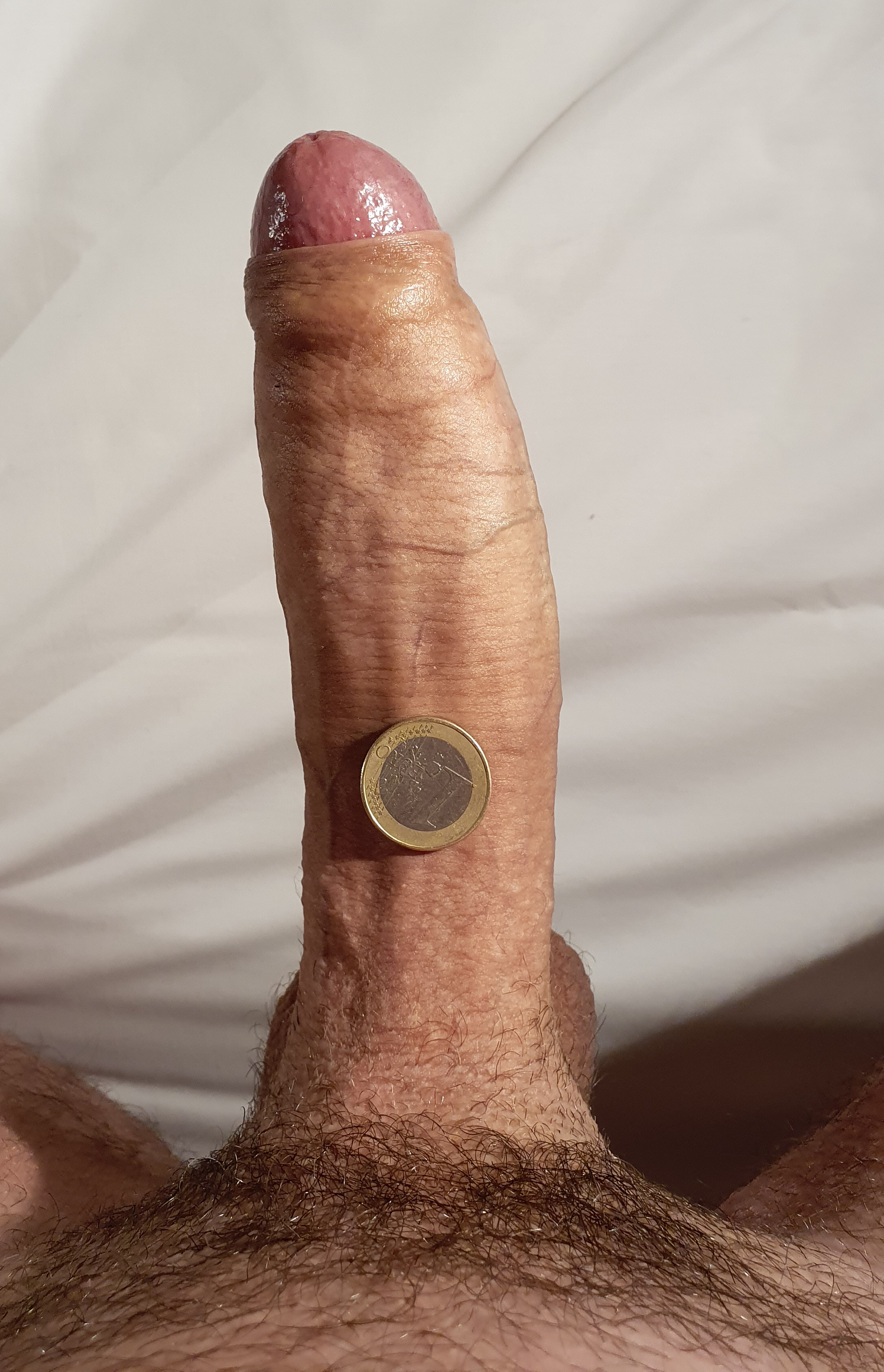
Menselijke penis naar links gebogen, normale variatie

De richting van de erectie bij staande mannen varieert sterk van persoon tot persoon en is hoofdzakelijk afhankelijk van de spanning van het ligament dat de penis op zijn plaats houdt. Functioneel speelt de richting geen rol. Een erectie kan ook een aantal verschillende vormen hebben, variërend van een rechte buis tot een buis met een kromming naar boven, beneden, links of rechts. Functioneel speelt dit nauwelijks een rol.
Een toename van de kromming van de penis kan worden veroorzaakt door de ziekte van Peyronie. Dit kan lichamelijke en psychische gevolgen voor de getroffen persoon hebben, die erectiestoornissen kunnen omvatten of pijn tijdens een erectie. Behandelingen omvatten medicatie (zoals colchicine) of een operatie, die echter meestal wordt voorbehouden als een laatste redmiddel.

## Stoornissen
Wanneer een man geen erectie kan krijgen of geen erectie die voldoende is om een goede geslachtsgemeenschap te kunnen hebben, noemt men dat een erectiestoornis. Priapisme is de wetenschappelijke term voor een permanente (veelal pijnlijke) erectie, niet te verwarren met de spontane erectie.

## Erectie van de clitoris

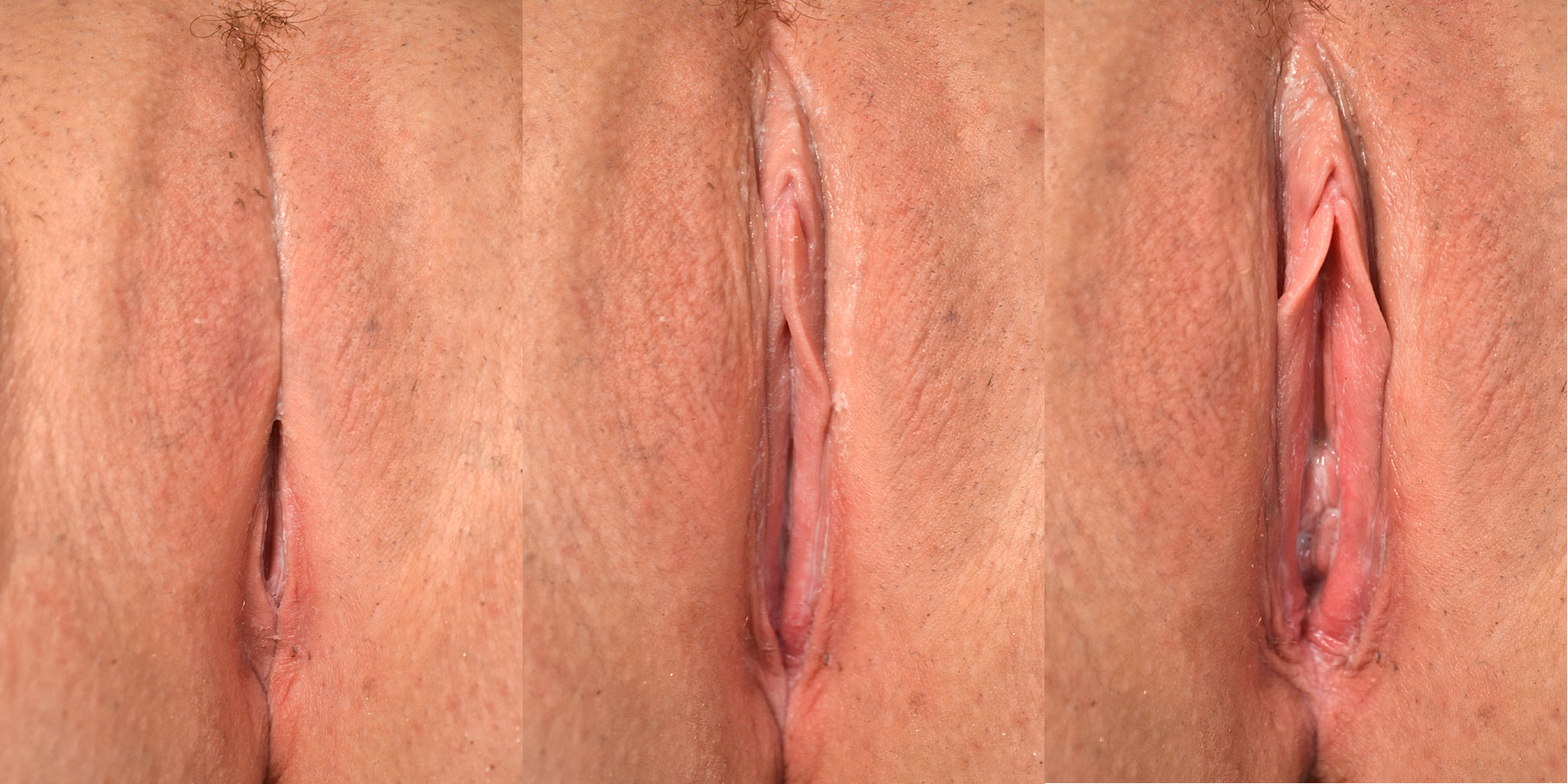
Vrouwelijke erectie: opzwellen van de clitoris en de binnenste schaamlippen

De erectie van de clitoris is een fysiologisch fenomeen waarbij de clitoris steviger wordt en wordt vergroot. De erectie van de clitoris is het resultaat van een complexe interactie van psychische, neurale, vasculaire en endocriene factoren, en is meestal, maar niet uitsluitend, in verband met seksuele opwinding.